# Darío Cajaravilla
Darío Cajaravilla (nacido el 14 de marzo de 1980 en Mar del Plata, Argentina) es un exfutbolista argentino que se desempeñaba como defensor. 

## Trayectoria
Sus inicios en el fútbol los realizó en el Club Atlético San José en la Liga Marplatense de fútbol.
Arrancó su carrera profesional en Aldosivi en el 2001 donde jugó tres temporadas y le bastó para que el club Colo-Colo de Chile se fijara en él y lo fichara para que juegue media temporada.
En 2005, después de un mal paso por el fútbol chileno, vuelve a la Argentina para jugar en All Boys y luego en La Plata FC.
Entre 2006 y 2014 jugó en Aldosivi, donde en los más de doscientos partidos vistiendo la camiseta del Tiburón, fue uno de los jugadores más queridos por la hinchada marplatense.
A mediados de 2014 se confirma su arribo al Tristán Suárez de la Primera B de Argentina
A principios de febrero es convocado y pedido por Darío Tempesta para jugar el Torneo Federal A con San Martín de Tucumán.

## Clubes
| Club                  | País      | Año       |
| --------------------- | --------- | --------- |
| Aldosivi              | Argentina | 2001-2004 |
| Colo-Colo             | Chile     | 2004      |
| All Boys              | Argentina | 2005      |
| La Plata FC           | Argentina | 2005-2006 |
| Aldosivi              | Argentina | 2006-2014 |
| Tristán Suárez        | Argentina | 2014      |
| San Martín de Tucumán | Argentina | 2015-2016 |